# Vinterorgel
Vinterorgel är en dikt av Erik Axel Karlfeldt. Dikten publicerades första gången i Julkvällen, årgång 40, 1920. Den återkom sedan som avslutningsdikt i Karlfeldts sista diktsamling, Hösthorn (1927). 
Dikten liknar vinterhalvårets växlingar och högtider vid en orgel som spelar med olika stämmor. Vinterorgel är stort anlagd, skriven i hög stil, med pregnant rytm, täta rim och många instuckna allitterationer. Inledningsorden lyder Ditt tempel är mörkt och lågt är dess valv, Allhelgonadag!
Vinterorgel har inspirerat många tonsättare,  bland andra Lars-Åke Franke-Blom, Nils Lindberg, Gunnar Bucht, David Wikander, Åke Kullnes, Michael Waldenby och Olle Lindberg.